# نصب (نحو)
النَّصْبُ في النحو وقواعد اللغة العربية هو أحد حالات الإعراب الأربع، إلى جانب الرفع والجر والجزم، وهو كالرفع مختص في الفعل والاسم المعربان. والنصب كباقي حالات الإعراب هو وسيلة تعبيرية لتمييز بعض المعاني عن غيرها، فالنصب هو مايميز المفعولية عن الفاعلية في قولنا: قرأ سعيدٌ كتابًا، وهذا ما يعطي اللغة العربية مرونتها مادامت كل كلمة تحمل علامتها الإعرابية. والعلامة الأصلية للنصب هي الفتحة، بينما ينوب عنها الكسرة والألف والياء وحذف النون. وهناك بعض العوامل اللفظية والمعنوية التي من شأنها أن تنصب كلمة، ومن أقوى العوامل اللفظية الأفعال التي تنصب مفعولاً، ومن العوامل المعنوية اختفاء الفاعل من سياق الكلام أو أن يكون ضميرًا فيوجب هذا نصب مفعولًا به.

## التسمية
الكثير من الروايات تنسب مصطلح النصب إلى أبي الأسود الدؤلي الذي يشتبه به كمؤسس علم النحو، وتنسب إليه أيضًا كل من مصطلحات الرفع والجر والجزم، ويرفض بعض النحاة والباحثون هذا الرأي ويصفونه بأنه مخالف للعقل والمنطق ويلقون اتهامًا بتحريف كتب أبي الأسود الدؤلي، ويرجعون اتهامهم هذا إلى أن في عهد أبي الأسود النحو كان لا يزال في بداياته ولا يمكن له أن يصل إلى تلك المرحلة، ويشيرون كذلك إلى مؤلفات جاءت بعده ولم تصل إلى مستواه.

## علامات النصب

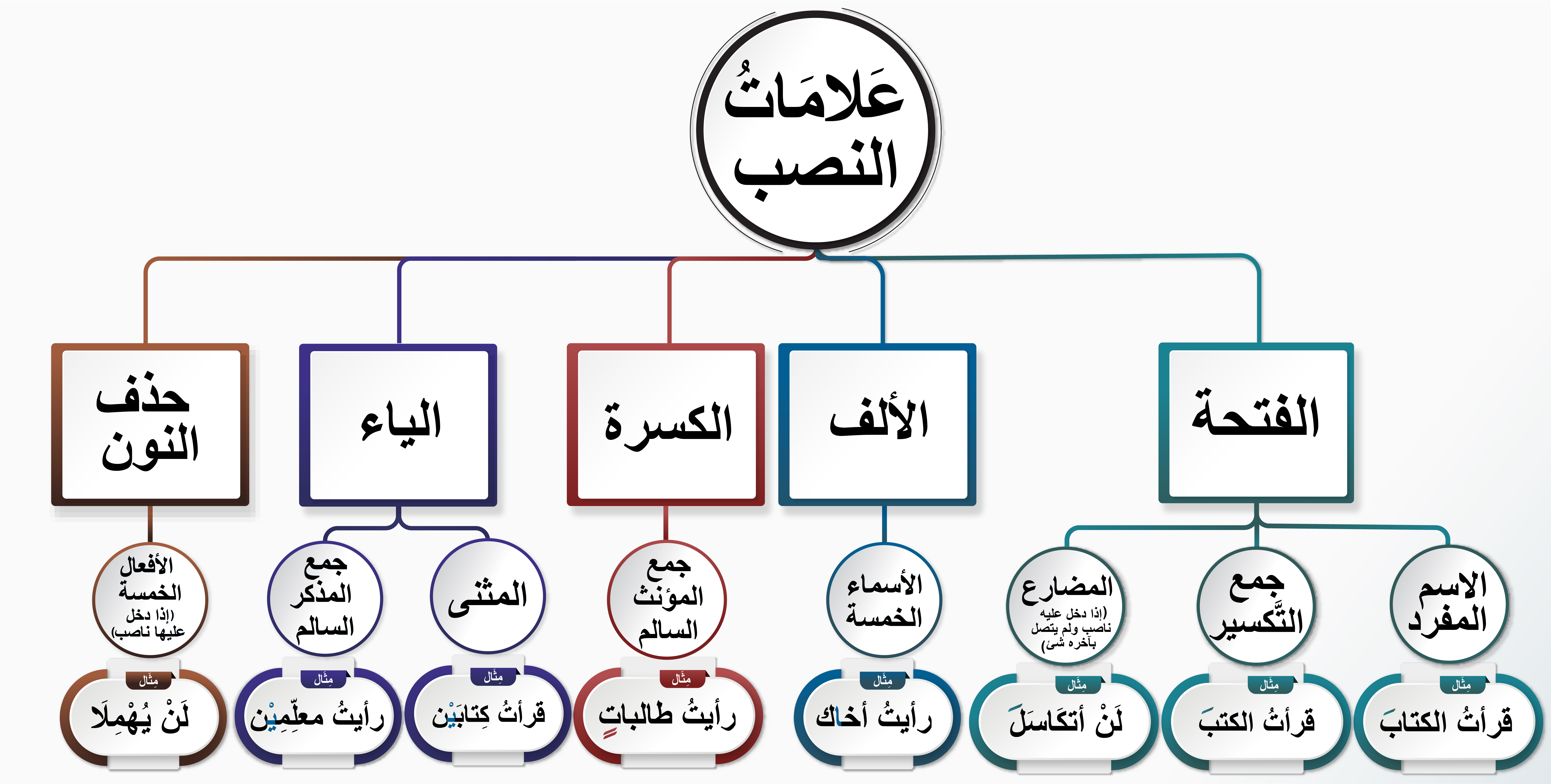
علامات النصب

### الفتحة
الفتحة هي إحدى الحركات الأصلية وهي العلامة الأصلية للنصب وهي تكون في الاسم المفرد وجمع التكسير والفعل الماضي الذي لم يتصل بآخره شيء. الفتحة تقدر على آخر الكلمة المعتلة بحرف الألف. وينوب عن الفتحة حركة الكسرة وحرفا الألف والياء وكذلك حذف حرف النون. ونقول في الإعراب منصوب وعلامة نصبه الفتحة.

### الألف
يكون حرف الألف علامة للنصب في حالة الأسماء الخمسة مثل رأيت أخاك. ويشترط في ذلك أن تكون الأسماء الخمسة مفردة فإن ثنيت أو جمعت أُعربت إعراب المثنى أو الجمع، ويجب أيضًا ألا تكون مصغرة فإن صغرت فتعرب بالحركات، ويشترط كذلك أن تكون مضافة إلى غير ياء المتكلم فإن لم تكن مضافة أو أُضيفت إلى ياء المتكلم فتعرب بالحركات أيضاً.

### الياء
حرف الياء هو علامة للنصب في حالة الاسم المثنى وجمع المذكر السالم وحرف الياء لا يكون جزءًا من الكلمة وإنما يُضاف إلى المفرد للدلالة على التثنية أو الجمع وعلامةً للنصب. وإذا كان المثنى مركباً تركيبًا إضافيًا ظهرت علامة النصب على المضاف ولم تظهر على المضاف إليه مثل ربي الله.

### الكسرة
تنوب حركة الكسرة عن حركة الفتحة في حالة نصب جمع المؤنث السالم.

### حذف النون
الأفعال الخمسة، الفعل المضارع الذي اتصل به ضمير تثنية أو وأو جماعة أو ياء التأنيث المخاطبة، إذا سُبقت بأحد نواصب المضارع نصبت بحذف النون، وهي كذلك تُجزم بحذف النون.

## مواضع النصب
النصب يكون في 51 موضع:
| - المفاعيل (المفعول به، المفعول المطلق، المفعول معه، المفعول لأجله). - الحال. - النصب من القطع. - النصب من ظرف. - النصب بإن وأخواتها. - النصب بكان وأخواتها. - نصب بالتفسير. - نصب بالتمييز. - نصب بالإستثناء. - نصب بالنفي. - نصب بحتى وأخواتها. - نصب بالجواب بالفاء. - نصب بالتعجب. - نصب بان. | - نصب من نداء نكرة موصوفة. - نصب بالإغراء. - نصب بالتحذير. - نصب باسم في منزلة اسمين. - نصب بخبر مابال وأخواتها. - نصب من مصدر في موقع فعل. - نصب بالأمر. - نصب بالمدح. - نصب بالذم. - نصب بالترحم. - نصب بالاختصاص. - نصب بالصرف. - نصب من خلاف المضاف. - نصب على الموضع لا على الاسم. - نصب من نعت نكرة تقدم على الاسم. - نصب من النداء المضاف. - نصب على الاستغناء وتمام الكلام. | - نصب على النداء في المفرد المجهول. - نصب على البنية. - نصب بالدعاء. - نصب بالاستفهام. - نصب بخبر كفى مع الباء. - نصب بكم الاستفهامية. - نصب بحمل على المعنى. - نصب بالبدل. - نصب بالمشاركة. - نصب بالقسم. - نصب بإضمار كان. - نصب بالترائي. - نصب ب«وحده». - نصب بالتحثيث. - نصب من فعل دائم بين صفتين. |

### النصب في الأسماء
منصوبات الأسماء هِيَ: اَلْمَفْعُولُ بِهِ، وَالْمَصْدَرُ، وَظَرْفُ اَلزَّمَانِ، وَظَرْفُ اَلْمَكَانِ، وَالْحَالُ، وَالتَّمْيِيزُ، وَالْمُسْتَثْنَى، وَاسْمُ لَا، وَالْمُنَادَى، وَالْمَفْعُولُ مِنْ أَجْلِهِ، وَالْمَفْعُولُ مَعَهُ، وَخَبَرُ كَانَ وَأَخَوَاتِهَا، وَاسْمُ إِنَّ وَأَخَوَاتِهَا، وَالتَّابِعُ لِلْمَنْصُوبِ، وَهُوَ أَرْبَعَةُ أَشْيَاءٍ: النَّعْتُ وَالْعَطْفُ وَالتَّوْكِيدُ وَالْبَدَلُ.

#### المفعول به
هو اسم يدل على من وقع عليه فعل الفاعل، والمفعول به يوجب نصبه، إلا أنه لا يكون ملازمًا للنصب إذ يمكن للمفعول به أن يكون مبنيًا في بعض الحالات.

#### المفعول المطلق
هو اسم منصوب من مصدر الفعل، يأتي لتوكيده أو لبيان نوعه أو عدده.

#### المفعول له
ويسمى أيضاً المفعول لأجله وهو المصدر المعلل لحدث شاركه وقتًا وفاعلاً، والمفعول له يُوجب النصب. وإذا فقد المفعول له أحد شروطه أي لم يكن هو والفعل في زمن واحد أو لم يكن فاعلهما واحداً عندها يجر المفعول له بلام التعليل.

#### المفعول فيه
وهو كل اسم زمان أو مكان سُلط عليه عامل بمعنى في مثل جلست أمامك، والمفعول فيه يوجب النصب.

### النصب في الأفعال
فعل الأمر والماضي ملازمان للبناء فلا ينصبان أبداً، ولا ينصب من الأفعال سوى الفعل المضارع إذا سُبق بأحد أدوات النصب، فأداة النصب هي العامل اللفظي الذي يوجب نصب المضارع. وأدوات النصب (أن-لن-كي-حتى-لام التعليل-لام الجحود-فاء السببية-وأو المعية)

## النصب بِتقدير (أن) المُضمرة
يُنصب الفعل المضارع بتقدير (أن) المُضمرة بعد كل من الأحرف الاتية:
1. لام التعليل، مثل: أتعلمُ لأكونَ مواطناً صالحاً نافعاً.
2. لام الجحود: وهي اللام المسبوقة ب (كان المنفية)، مثل: ما كنتُ لأخونَ وطني.
3. حتى، مثل: لاتنهَ عن خلقٍ وتأتيَ مثله      عارٌ عليكَ إذا فعلت عظيم
4. فاء السببية، مثل: لاتختلفوا فيتمكَّن منكم عدُّوكم.